# Campionati mondiali di nuoto in vasca corta 2010 - 400 metri stile libero maschili
7Le qualifiche per la finale si sono svolte la mattina del 17 dicembre 2010, mentre la finale si è svolta la sera dello stesso giorno.

## Medaglie
| Posizione | Atleta           | Paese    |
| --------- | ---------------- | -------- |
| Oro       | Paul Biedermann  | Germania |
| Argento   | Nikita Lobintsev | Russia   |
| Bronzo    | Oussama Mellouli | Tunisia  |

## Record
Prima della manifestazione il record del mondo (RM) e il record dei campionati (RC) erano i seguenti:
| Record mondiale       | 3:32.77 | Paul Biedermann Germania | 14 novembre 2009 Berlino, Germania |
| Record dei campionati | 3:35.01 | Grant Hackett Australia  | 1º aprile 1999 Hong Kong           |

Durante la competizione non sono stati migliorati record.

## Risultati batterie
| Pos. | Atleta                        | Nazionalità      | Tempo   | Batteria | Corsia | Note |
| ---- | ----------------------------- | ---------------- | ------- | -------- | ------ | ---- |
| 1    | Oussama Mellouli              | Tunisia          | 3:39.64 | 7        | 4      |      |
| 2    | Peter Vanderkaay              | Stati Uniti      | 3:39.96 | 7        | 5      |      |
| 3    | Mads Glæsner                  | Danimarca        | 3:39.98 | 6        | 4      |      |
| 4    | Ahmed Mathlouthi              | Tunisia          | 3:40.07 | 5        | 5      |      |
| 5    | Yannick Agnel                 | Francia          | 3:40.16 | 7        | 6      |      |
| 6    | Nikita Lobintsev              | Russia           | 3:40.31 | 7        | 2      |      |
| 7    | Sébastien Rouault             | Francia          | 3:40.77 | 5        | 6      |      |
| 8    | Paul Biedermann               | Germania         | 3:41.44 | 6        | 5      |      |
| 9    | Federico Colbertaldo          | Italia           | 3:41.68 | 5        | 4      |      |
| 10   | Dominik Meichtry              | Svizzera         | 3:41.85 | 6        | 2      |      |
| 11   | Patrick Murphy                | Australia        | 3:42.53 | 6        | 6      |      |
| 12   | Charles Houchin               | Stati Uniti      | 3:43.12 | 6        | 3      |      |
| 13   | Pál Joensen                   | Fær Øer          | 3:44.42 | 7        | 3      |      |
| 14   | Zhongchao Zhang               | Cina             | 3:45.17 | 7        | 7      |      |
| 15   | Gergely Gyurta                | Ungheria         | 3:45.19 | 6        | 1      |      |
| 16   | Jun Dai                       | Cina             | 3:45.34 | 1        | 3      |      |
| 17   | Mikhail Polishchuk            | Russia           | 3:45.84 | 5        | 3      |      |
| 18   | Cristian Quintero             | Venezuela        | 3:46.06 | 4        | 3      |      |
| 19   | Hassaan Abdel Khalik          | Canada           | 3:46.21 | 3        | 3      |      |
| 20   | Daniele Tirabassi             | Venezuela        | 3:46.60 | 4        | 1      |      |
| 21   | Samuel Pizzetti               | Italia           | 3:46.71 | 5        | 2      |      |
| 22   | Heerden Herman                | Sudafrica        | 3:46.77 | 5        | 8      |      |
| 23   | Lucas Kanieski                | Brasile          | 3:46.82 | 5        | 7      |      |
| 24   | Sergiy Frolov                 | Ucraina          | 3:46.85 | 7        | 8      |      |
| 25   | SCHERÜBL Christian            | Austria          | 3:47.54 | 5        | 1      |      |
| 26   | Kvetoslav Svoboda             | Rep. Ceca        | 3:48.37 | 7        | 1      |      |
| 27   | Velimir Stjepanović           | Serbia           | 3:48.56 | 3        | 4      |      |
| 28   | Sebastian Jahnsen             | Perù             | 3:50.03 | 4        | 5      |      |
| 29   | Gard Kvale                    | Norvegia         | 3:50.28 | 6        | 7      |      |
| 30   | Esteban Jose Enderica Salgado | Ecuador          | 3:50.41 | 3        | 6      |      |
| 31   | Mitchell Dixon                | Australia        | 3:51.71 | 6        | 8      |      |
| 32   | Julio Cesar Galofre           | Colombia         | 3:52.92 | 4        | 2      |      |
| 33   | Ventsislav Aydarski           | Bulgaria         | 3:53.80 | 4        | 8      |      |
| 34   | Esteban Paz                   | Argentina        | 3:54.10 | 4        | 4      |      |
| 35   | Gabriel Villagoiz             | Argentina        | 3:55.18 | 4        | 7      |      |
| 36   | Mohamed Farhoud               | Egitto           | 3:55.32 | 3        | 5      |      |
| 37   | Irakli Revishvili             | Georgia          | 3:56.50 | 3        | 8      |      |
| 38   | Ivan Alejandro Enderica Ochoa | Ecuador          | 3:58.53 | 3        | 7      |      |
| 39   | Morad Berrada                 | Marocco          | 3:59.35 | 3        | 1      |      |
| 40   | Yousef Alaskari               | Kuwait           | 3:59.88 | 3        | 2      |      |
| 41   | Matthew Duncan Abeysinghe     | Sri Lanka        | 4:00.93 | 2        | 3      |      |
| 42   | Oleg Rabota                   | Kazakistan       | 4:00.98 | 4        | 6      |      |
| 43   | Sauod Altayar                 | Kuwait           | 4:02.19 | 2        | 5      |      |
| 44   | Neil Agius                    | Malta            | 4:07.46 | 2        | 6      |      |
| 45   | Edward Caruana Dingli         | Malta            | 4:08.10 | 2        | 7      |      |
| 46   | Derrick Bakhuis               | Antille Olandesi | 4:12.41 | 2        | 8      |      |
| 47   | Chee Wei, Anderson Lim        | Brunei           | 4:25.66 | 2        | 1      |      |
| 48   | Israr Hussain                 | Pakistan         | 4:27.06 | 2        | 2      |      |
| 49   | Gert Kacani                   | Albania          | 4:34.27 | 2        | 4      |      |
| 50   | Enea Murataj                  | Albania          | 4:46.80 | 1        | 4      |      |
| 51   | Chamraen Youri Maximov        | Cambogia         | 4:49.74 | 1        | 5      |      |

## Finale
| Pos. | Atleta            | Nazionalità | Tempo   | Corsia | Note |
| ---- | ----------------- | ----------- | ------- | ------ | ---- |
|      | Paul Biedermann   | Germania    | 3:37.06 | 8      |      |
|      | Nikita Lobintsev  | Russia      | 3:37.84 | 7      |      |
|      | Oussama Mellouli  | Tunisia     | 3:38.17 | 4      |      |
| 4    | Peter Vanderkaay  | Stati Uniti | 3:38.44 | 5      |      |
| 5    | Mads Glæsner      | Danimarca   | 3:38.56 | 3      |      |
| 6    | Sébastien Rouault | Francia     | 3:40.07 | 1      |      |
| 6    | Yannick Agnel     | Francia     | 3:40.07 | 2      |      |
| 8    | Ahmed Mathlouthi  | Tunisia     | 3:40.33 | 6      |      |